# Anostomoides atrianalis
Anostomoides atrianalis är en fiskart som beskrevs av Pellegrin 1909. Anostomoides atrianalis ingår i släktet Anostomoides och familjen Anostomidae. Inga underarter finns listade i Catalogue of Life.